# N’dénou
N’dénou est une localité du centre de la Côte d'Ivoire et appartenant au département de Bouaké, Région de la Vallée du Bandama. La localité de N’dénou est un chef-lieu de commune.